# Bartlett (Illinois)
Bartlett – wieś w Stanach Zjednoczonych, w stanie Illinois, w hrabstwie Cook.